# Erzsébet tér

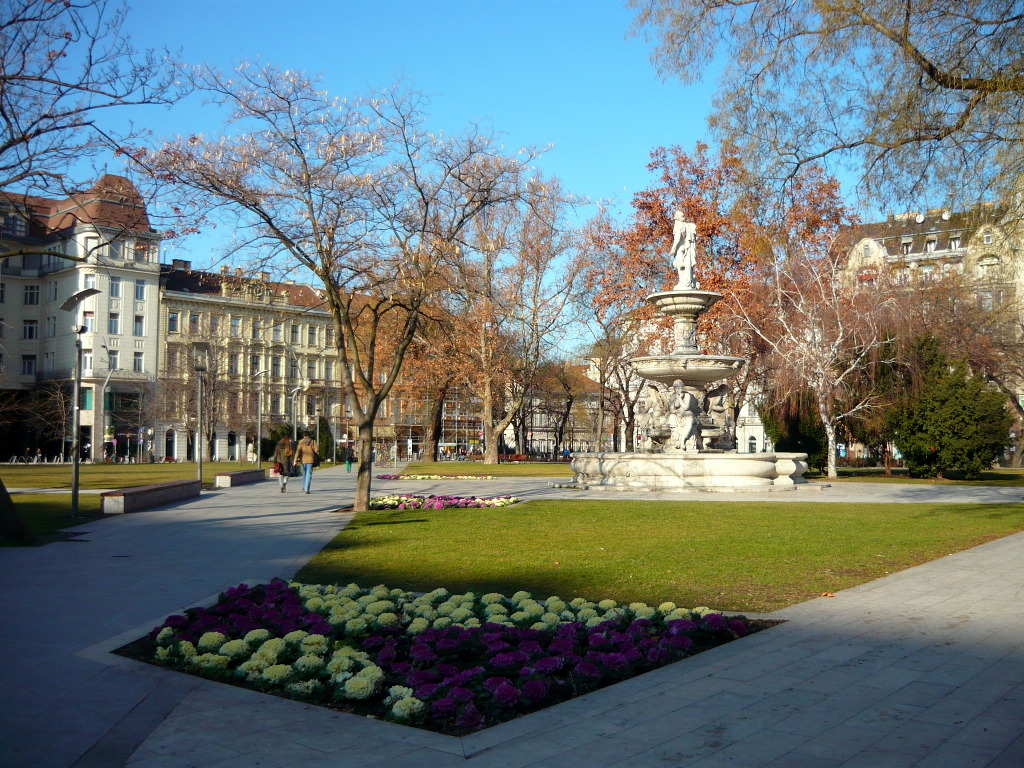
Westlicher Teil des Erzsébet tér mit Blick auf den Danubius-Brunnen

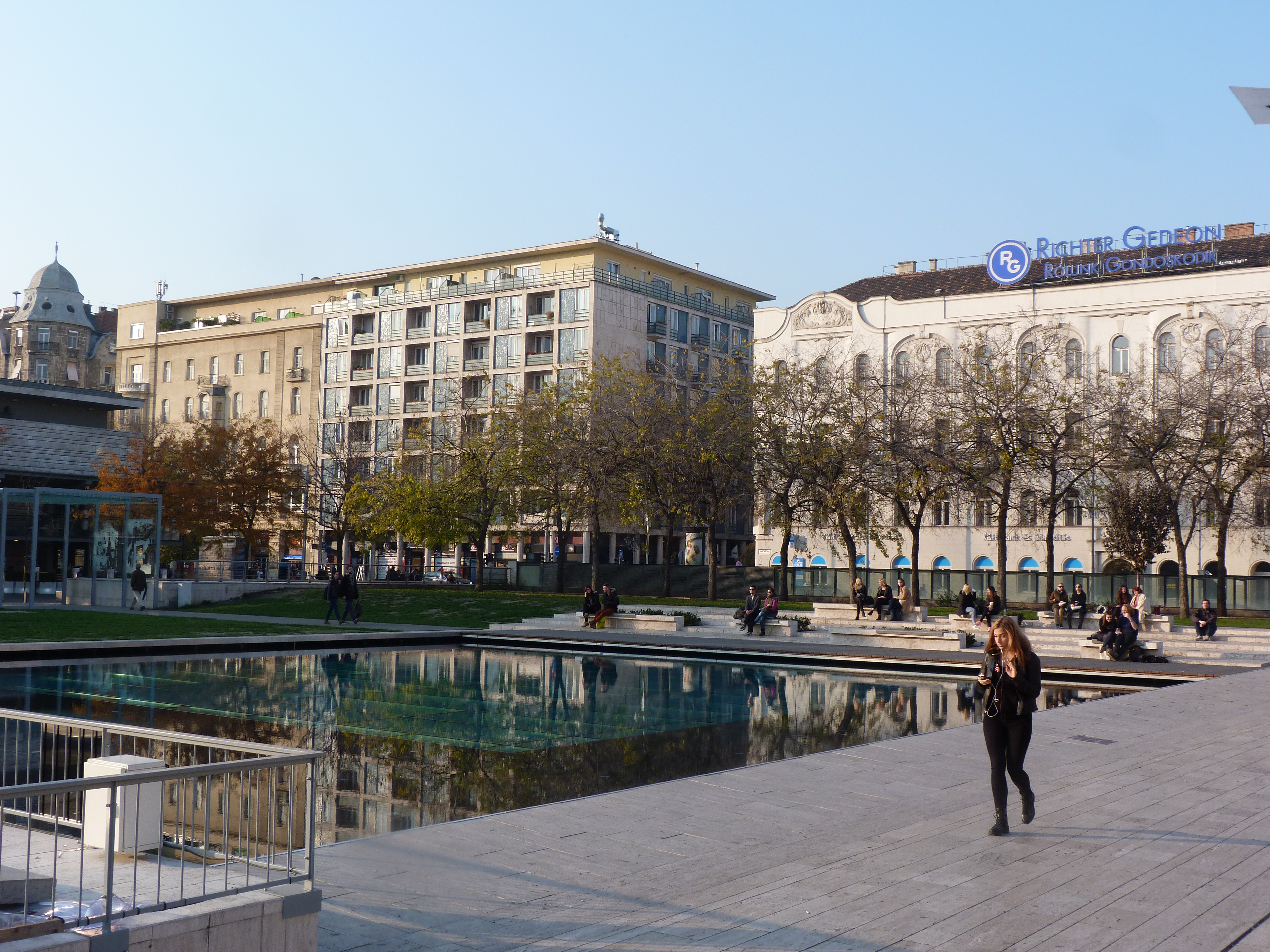
Östlicher Teil des Platzes mit dem Wasserbecken über dem Akvárium

Der Erzsébet tér ist ein öffentlicher Platz im V. Bezirk in Budapest.

## Lage und Beschreibung
Der Platz liegt im Zentrum von Pest, einen Häuserblock südlich der St.-Stephans-Basilika und etwa 500 Meter von der Kettenbrücke und dem Donauufer entfernt. Er wird nach Norden von der József Attila utca und nach Osten von der Bajcsy-Zsilinszky út begrenzt, entlang der die Grenze zum VI. Bezirk verläuft. Im Südosten grenzt der Erzsébet tér an den deutlich kleineren Deák Ferenc tér, der das Ende der Kiskörút markiert. Der Beginn der Boulevardstraße Andrássy út liegt unweit nordöstlich.
Der Platz hat eine annähernd rechteckige Form und ist in zwei Teile geteilt: den westlichen, als Park angelegten historischen Erzsébet tér und den Anfang der 2000er-Jahre erschlossenen östlichen Teil. Die beiden Teile werden durch das langgestreckte Gebäude des ehemaligen Busbahnhofs getrennt. Etwa 70 Prozent des Platzes sind Grünfläche. Aufgrund seiner zentralen Lage gilt der Platz als beliebter Treffpunkt in Pest.

## Geschichte

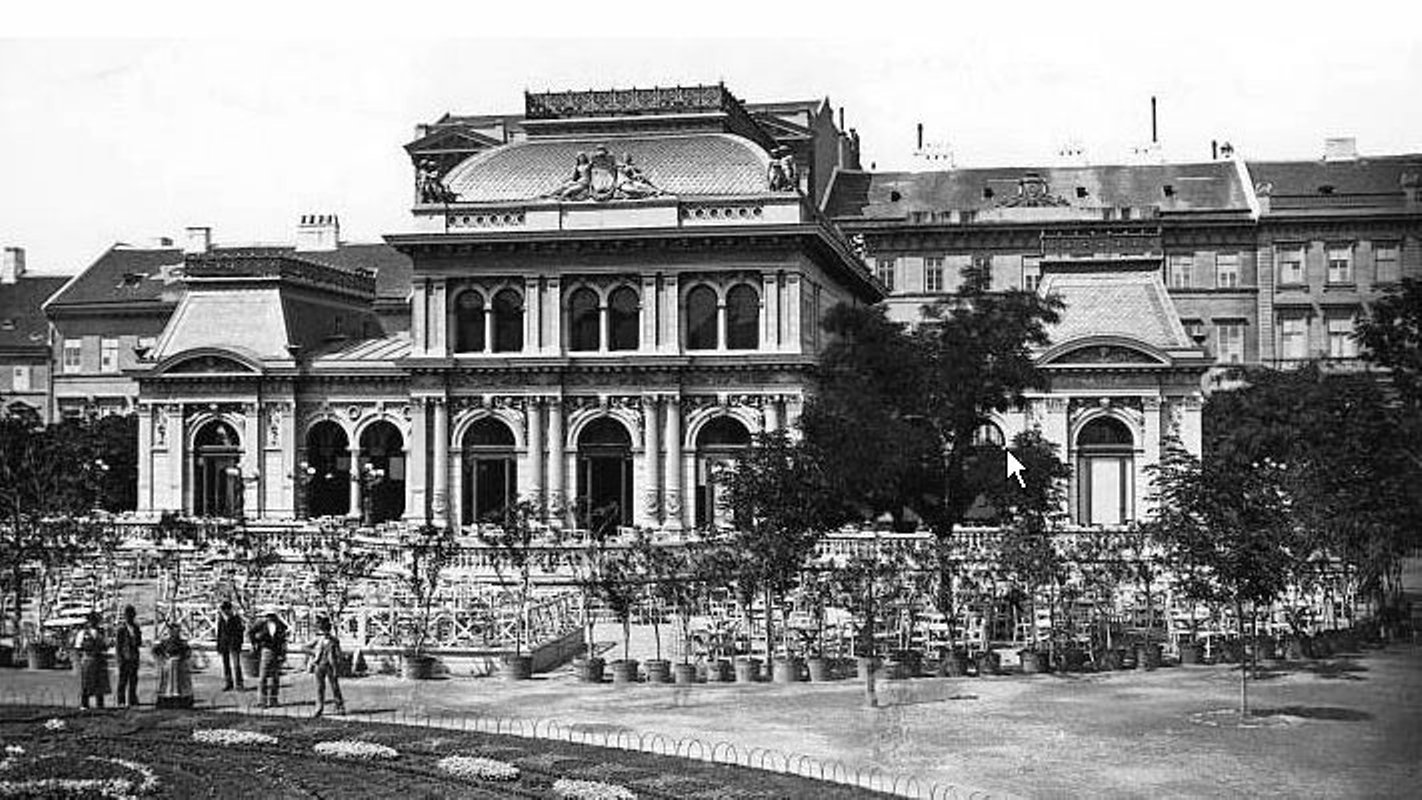
Der Kiosk Ende des 19. Jahrhunderts

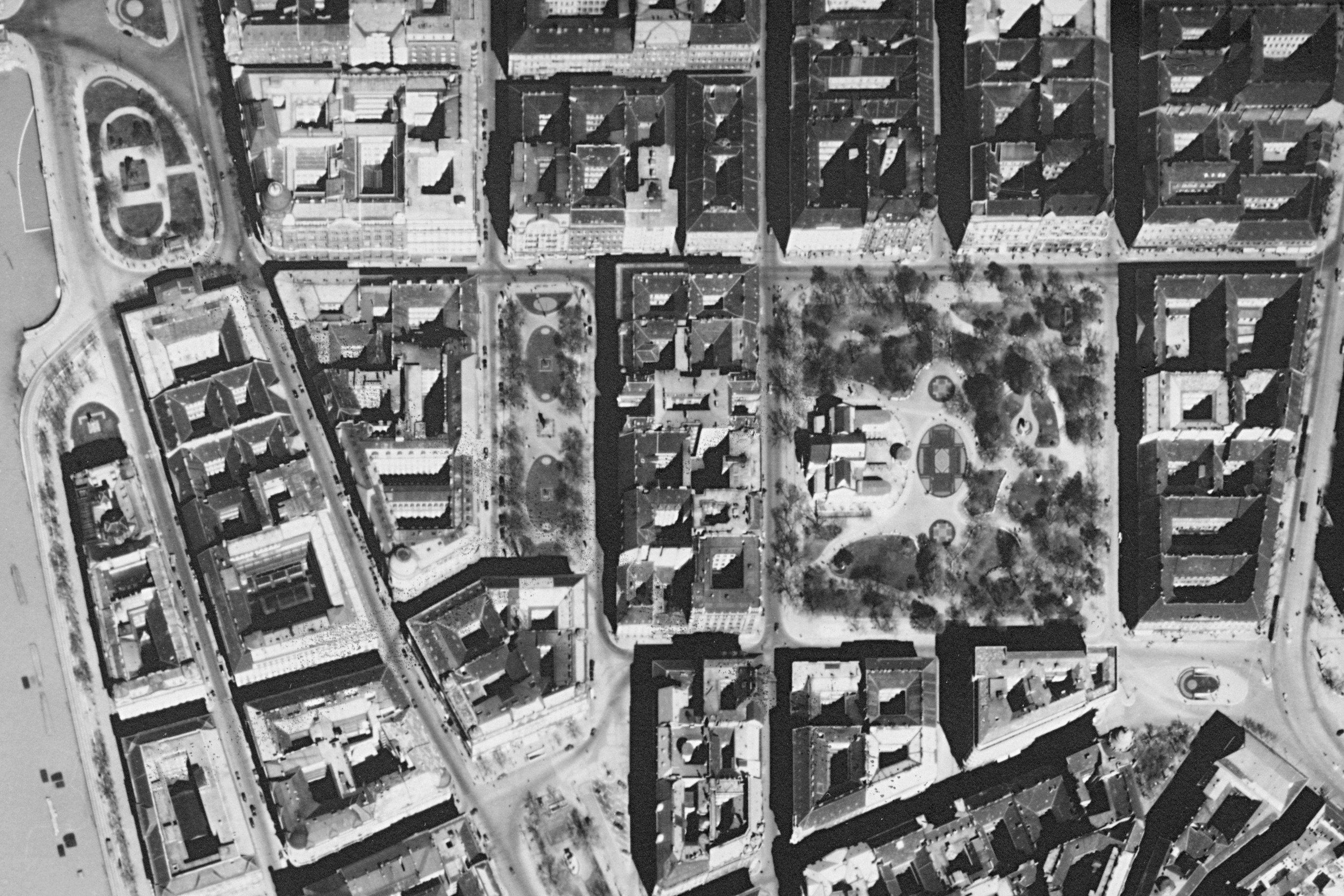
Luftbild des Erzsébet tér (in der rechten Bildhälfte) und seiner Umgebung 1944

Im Mittelalter lag das Gelände des heutigen Platzes außerhalb der Stadtmauern von Pest und diente als Friedhof. Später wurde dort ein Markt abgehalten, bevor der Platz Mitte des 19. Jahrhunderts in eine Parkanlage umgestaltet wurde. Nach der österreichischen Kaiserin Elisabeth (ung. Erzsébet) erhielt der Platz den Namen Erzsébet tér.
Aufgrund seiner zentralen Lage und seiner Größe rückte der Erzsébet tér bald in den Fokus der städtischen Gartenpflege und wurde zu einem der „attraktivsten und repräsentativsten öffentlichen Freiräume der Stadt“. 1874 wurde auf dem Platz der Kiosk, ein Kulturzentrum im Stil der Neorenaissance nach Plänen von Alajos Hauszmann, eröffnet. Dieser wurde im 1907 von den Brüdern József und László Vágó im Secessionsstil umgestaltet und in eine neue Kunsthalle für den Nationalsalon umgewandelt.
Bei der Schlacht um Budapest 1944/45 wurden die Bauwerke auf und um den Erzsébet tér schwer beschädigt. Der Häuserblock direkt östlich des Platzes wurde daraufhin abgerissen; an seiner Stelle entstand ein Parkplatz. Das Gebäude des Nationalsalons wurde trotz Einsturzgefahr während der 1950er-Jahre weiterhin für Kunstausstellungen genutzt und erst 1960 abgetragen. 1948/49 wurde der von István Nyiri entworfene Busbahnhof am damaligen östlichen Rand des Platzes erbaut. Im 20. Jahrhundert wurde der Platz mehrfach umbenannt: Von 1946 bis 1953 hieß er Sztálin tér, anschließend Engels tér und seit 1990 wieder Erszébet tér.
1988 begannen die Planungen für einen Neubau des Nationaltheaters an der Stelle des Parkplatzes zwischen Erzsébet tér und Deák Ferenc tér. Im Architektenwettbewerb fast ein Jahrzehnt später setzte sich 1997 der Entwurf von Ferenc Bán durch. Die Bauarbeiten am Erzsébet tér begannen am 28. März 1998 und sollten 2000 abgeschlossen sein. Nach der Parlamentswahl 1998 stoppte die neue Regierung von Viktor Orbán das Projekt jedoch im September desselben Jahres, als große Teile des unterirdischen Baukörpers bereits fertiggestellt waren. Die offene Baugrube in der Budapester Innenstadt erhielt in Anlehnung an das Nationaltheater (nemzeti színház) den Spitznamen „Nationalgrube“ (nemzeti gödör). Regierung und Stadtverwaltung beschlossen schließlich, die unterirdischen Bauten in ein Kulturzentrum und ein Parkhaus umzuwandeln und auf der Fläche den Erzsébet tér zu erweitern. Die Arbeiten wurden 2002 abgeschlossen und das Kulturzentrum mit dem Namen Gödör (heute Akvárium) eröffnet. An der Oberfläche wurden ein Wasserbecken und eine neue Rasenfläche angelegt.
Der östliche Teil des Platzes wurde 2013/14 erneut saniert.

## Bauwerke
- Danubius-Brunnen (Danubius-kút), erbaut 1880–1883 nach Plänen von Miklós Ybl im Stil der Neorenaissance. Der Brunnen stand ursprünglich auf dem Kálvin tér und wurde 1957/58 auf den Erzsébet tér umgesetzt. Die Brunnenfiguren symbolisieren die Donau und ihre Nebenflüsse Theiß, Drau und Save.[7]
- Ehemaliger Busbahnhof, erbaut 1948/49 von István Nyiri, saniert 2004–2006, beherbergt seit 2011 das Design Terminal, Restaurants und Bars
- Denkmal für Raoul Wallenberg, errichtet 2014
- Statue Népdál („Volkslied“) von János Horvay, errichtet 1929
- Riesenrad, seit 2013 auf dem westlichen Teil des Platzes

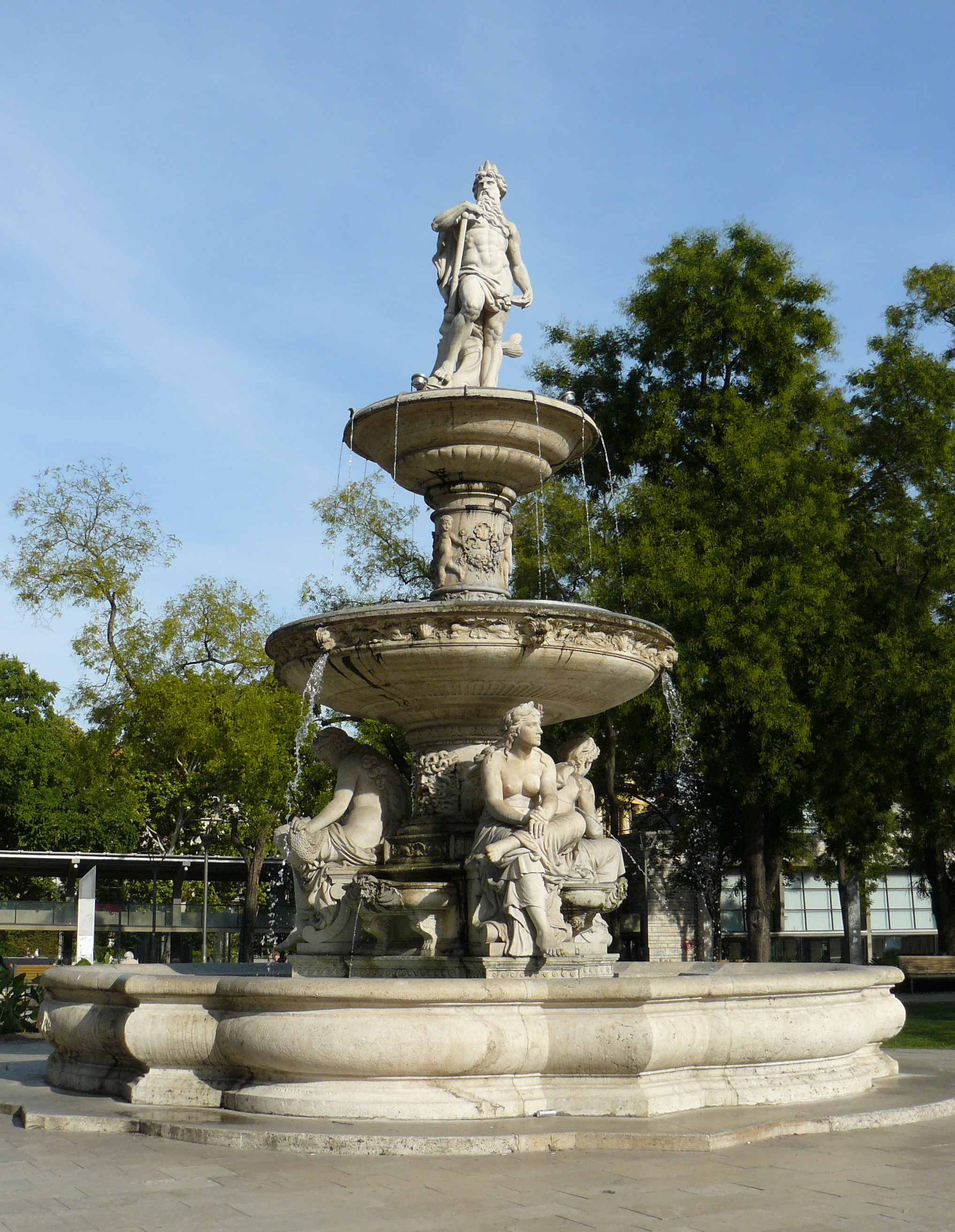
Danubius-Brunnen
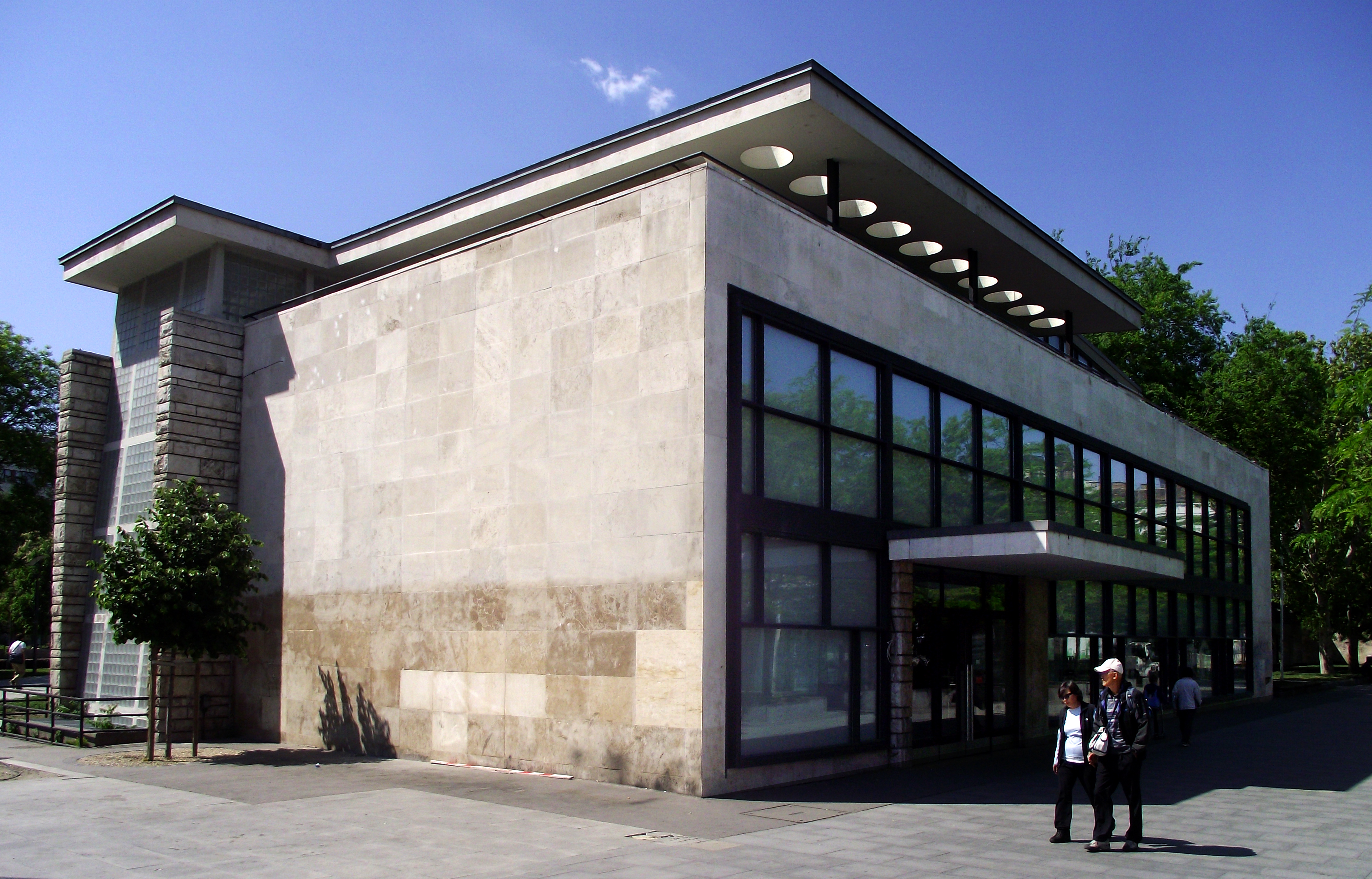
Renoviertes Abfahrtsgebäude des ehemaligen Busbahnhofs (2011)
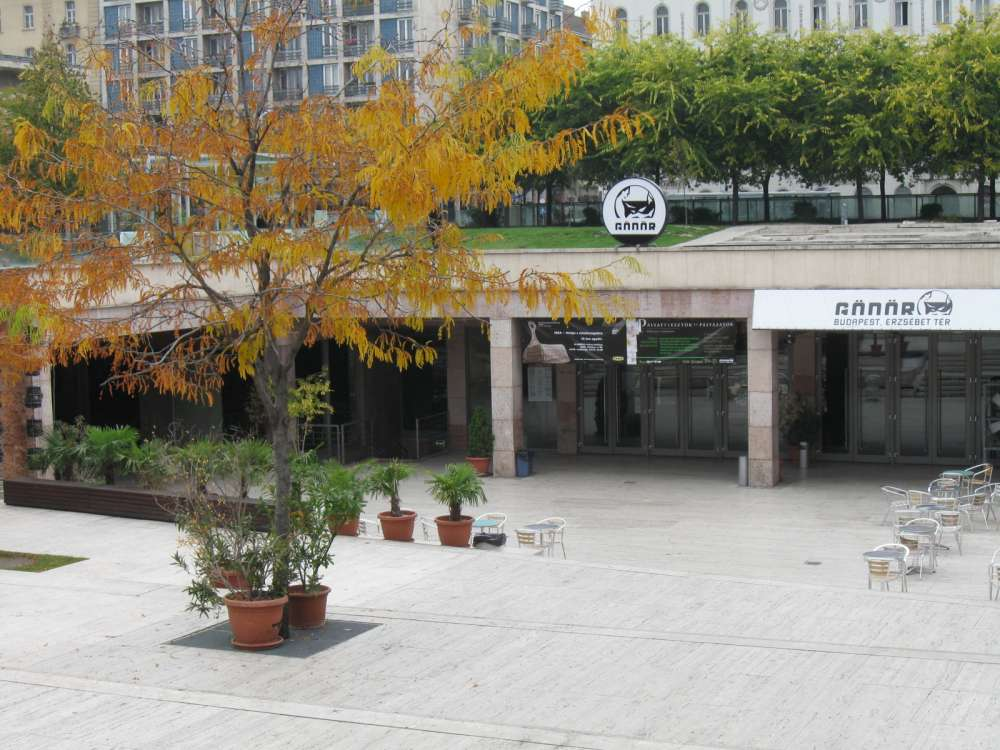
Kulturzentrum Gödör (heute Akvárium), 2010
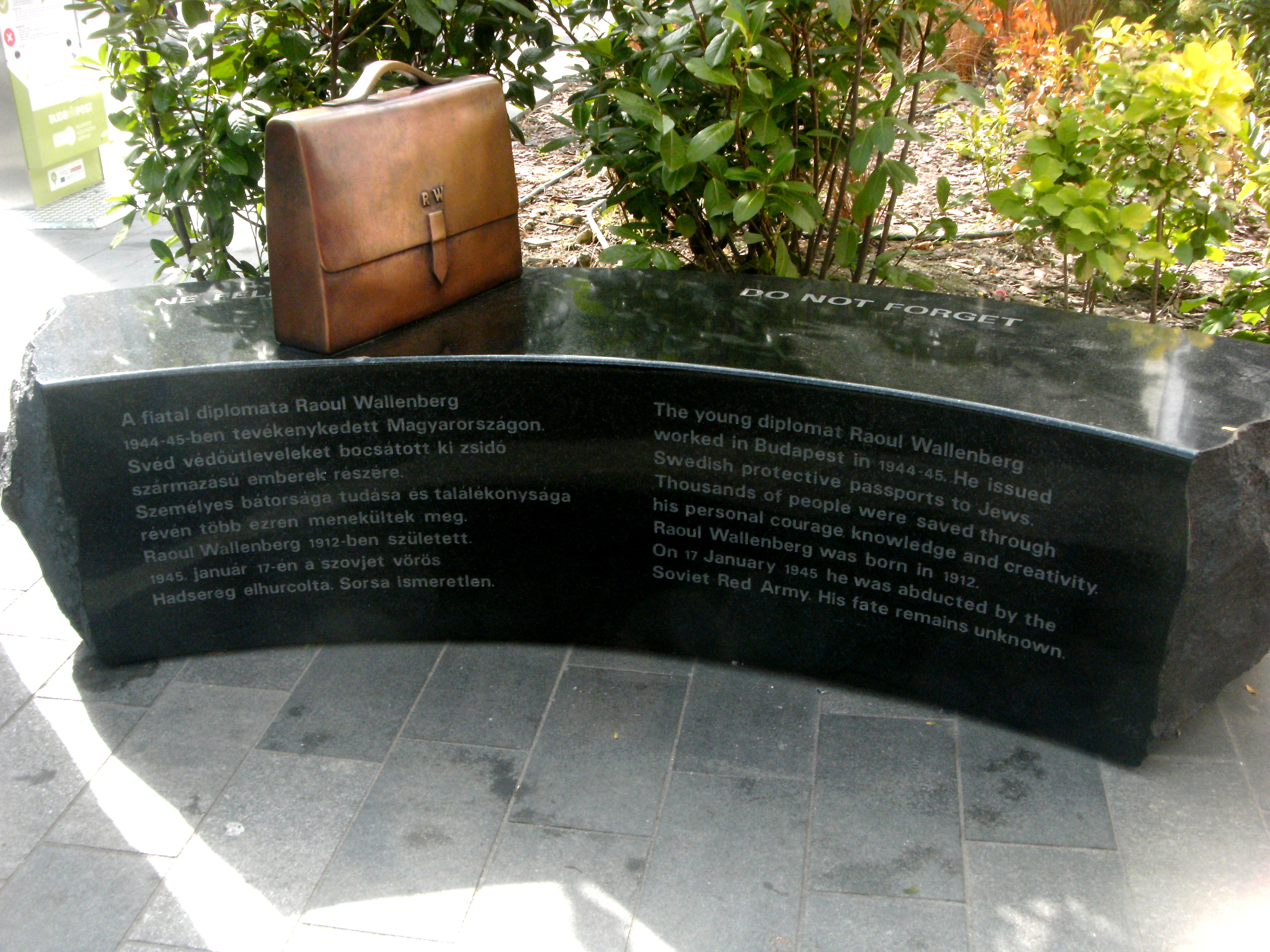
Wallenberg-Denkmal